# スキンクヤモリ属
スキンクヤモリ属（Teratoscincus）はチビヤモリ科（本属のみでスキンクヤモリ亜科Teratoscincinaeを形成する説もあり）に属する属。属名からテラトスキンクと呼ばれることもある。

## 分布
中国西部からカスピ海、アラビア半島東部にかけて、ユーラシア大陸に広く分布する。

## 形態
全長10-20cm。頭部は大きく胴体は円筒形で、尾はやや短い。多くの種は大型で半円形の鱗を持つ。この鱗は剥がれやすく、外敵に襲われると鱗を剥がして逃げる。鱗は脱皮により再生する。

## 生態
砂漠や岩場等に生息し、地表棲である。夜行性で、昼間は地面に掘った巣穴の中で休む。食性は動物食で、昆虫類、節足動物、小型爬虫類等を食べる。繁殖形態は卵生で、1回に2個の卵を数回に分けて産む。

## 分類
9種が分類されている。和名は中井(2020)を参考。
- Teratoscincus bedriagai Nikolsky, 1900 ベドリアーガスキンクヤモリ (Bedraiga's wonder gecko)
- Teratoscincus keyserlingii Strauch, 1863 ペルシャスキンクヤモリ (Persian wonder gecko)
- Teratoscincus mesriensis Nazarov, Radjabizadeh, Poyarkov, Ananjeva, Melnikov & Rastegar-Pouyani, 2017 メサールスキンクヤモリ (Small-scaled wonder gecko)
- Teratoscincus microlepis Nikolsky, 1900 ササメスキンクヤモリ (Small-scaled wonder gecko)
- Teratoscincus przewalskii Strauch, 1887 プシバルスキースキンクヤモリ (Przewalski's frog eye gecko)
- Teratoscincus roborowskii Bedriaga, 1906 ロボロフスキースキンクヤモリ (Tibetan wonder gecko)
- Teratoscincus rustamowi Szczerbak, 1979 ルスターモフスキンクヤモリ (Rustamow's frog-eyed sand gecko)
- Teratoscincus scincus (Schlegel, 1858) トルキスタンスキンクヤモリ (Common wonder gecko)
- Teratoscincus sistanense Akbarpour, Shafiei, Sehhatisabet & Damadi, 2017 シースターンスキンクヤモリ

## 人間との関係
ペット用として飼育されることもあり、日本にも輸入されている。主に野生個体が流通するが、繁殖個体が流通することもある。
以前は輸送状態の悪さ等から体調を崩している個体が多かったが、近年流通する個体は以前に比べると丈夫だとされる。テラリウムで飼育される。地面に穴を掘るため、砂等の床材を厚く敷いて飼育される。砂漠に生息するため昼間は局所的な熱源等で高温の部分を作るが、ケージ全体を乾燥させないで床材の底が湿っている状態を維持する必要がある。